# Alexandros Papanastasiou

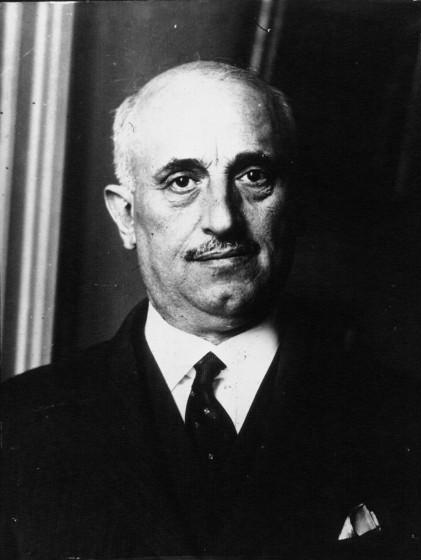
Alexandros Papanastasiou (1932)

Alexandros Papanastasiou (griechisch Ἀλέξανδρος Παπαναστασίου, * 8. Juli 1876 in Tripoli (Arkadien); † 17. November 1936) war ein griechischer Politiker und zweimal für kurze Zeit Ministerpräsident seines Landes.

## Familie und Studium
Der Sohn des Parlamentsabgeordneten Panagiotis Papanastasiou verbrachte seine Kindheit in Kalamata und Piräus und absolvierte zunächst ein Studium der Rechtswissenschaften an der Nationalen und Kapodistrias-Universität Athen, das er 1899 mit der Promotion zum Doctor iuris abschloss. Nach der Zulassung zum Rechtsanwalt 1901 absolvierte er Studien der Sozialwissenschaften, Rechtswissenschaften und Philosophie an der Humboldt-Universität zu Berlin, die damals Friedrich-Wilhelms-Universität hieß, und der Ruprecht-Karls-Universität Heidelberg sowie von 1905 bis zu seiner Rückkehr nach Griechenland 1907 an Universitäten in London und Paris.

## Politische Laufbahn

### Abgeordneter und Erster Weltkrieg
Er begann seine politische Laufbahn 1910 mit der erstmaligen Wahl zum Abgeordneten der Nationalversammlung (Voulí ton Ellínon). In dieser Funktion setzte er sich insbesondere für eine Agrarreform in Thessalien ein, die die seit dem Osmanischen Reich bestehenden großen Farmen zugunsten von örtlichen Kleinbauern auflösen sollten. 1916 trat er der Nationalen Verteidigungsbewegung von Eleftherios Venizelos bei, unter dem Griechenland bald darauf auf Seiten der Alliierten Mächte der Entente (Großbritannien, Frankreich und Russland) am Ersten Weltkrieg teilnahm. Im gleichen Jahr wurde er zum Gouverneur der Ionischen Inseln ernannt.

### Minister und Zeit des Griechisch-Türkischen Krieges
Nach dem Ende des Ersten Weltkriegs war er im dritten Kabinett von Venizelos (Juni 1917 bis November 1920) zeitweise Verkehrsminister und Minister für Volksgesundheit. Nach der Niederlage bei den Parlamentswahlen vom November 1920, bei der die Komma Fileleftheron (KF) von Venizelos aufgrund des Wahlsystems zwar 50,2 Prozent der Stimmen, aber nur 118 der 369 Parlamentssitze erhielt, blieb Papanastasiou anders als Venizelos in Griechenland. In den folgenden Jahren übte er dann Kritik an den Regierungen der Volkspartei (Inoméni Antipolítevsis) von Dimitrios Rallis, Nikolaos Kalogeropoulos, Dimitrios Gounaris, Nikolaos Stratos und Petros Protopapadakis wegen deren Fehlverhalten im Griechisch-Türkischen Krieg von 1919 bis 1922. Zusammen mit anderen veröffentlichte er daraufhin auch ein „Demokratisches Manifest“, in dem er die Monarchie massiv angriff. Zusammen mit den anderen Unterzeichnern wurde er daraufhin inhaftiert.

### Ministerpräsidentschaft 1924
Nach dem Ende des Griechisch-Türkischen Krieges, das aus Sicht der Griechen eine Kleinasiatische Katastrophe darstellte, brach die Regierung der Volkspartei (IA) zusammen. Papanastasiou wurde daraufhin am 12. März 1924 erstmals Ministerpräsident. Nach der Ausrufung eines republikanischen Staates am 25. März 1924 ging König Georg II. ins Exil nach Rumänien. Am 13. April 1924 stimmten dann die Wähler in einer Volksabstimmung für die Abschaffung der Monarchie. Während seiner nur bis zum 24. Juni 1924 dauernden Amtszeit wurden gleichwohl mehrere maßgebliche Reformen zur Bildung in die Wege geleitet, wie die Grundsteinlegung der Aristoteles-Universität Thessaloniki, die Einführung der neugriechischen Sprache und der Gründung von Bildungseinrichtungen für Erwachsene. In seinem Kabinett war er zeitweise auch Außen- und Finanzminister.
In der Regierung von Alexandros Zaimis war er von 1926 bis 1928 Landwirtschaftsminister. In dieser Funktion war er maßgeblich an der Gründung der Landwirtschaftsbank von Griechenland beteiligt.

### Ministerpräsidentschaft 1932
Vom 26. Mai bis zum 5. Juni 1932 war er erneut Ministerpräsident einer Übergangsregierung. In diesem Kabinett war er zugleich Außen- und Kriegsminister.
Obwohl er sich anschließend aus der aktiven Politik zurückzog, wurde er nach dem Beginn der Diktatur von General Ioannis Metaxas am 13. April 1936 unter Hausarrest gestellt, in dem er sieben Monate später an einem Herzinfarkt verstarb.